# Ren Rong
Ren Rong, ursprungligt namn Ren Wuyun (任武云), född september 1917, död 16 juni 2017, var en kinesisk kommunistisk generalmajor och politiker. Han gick med i Kinas kommunistiska parti 1934 och innehöll en rad viktiga militära poster i Folkets befrielsearmé under det kinesiska inbördeskriget och det andra sino-japanska kriget. Under Koreakriget var han kinesisk representant i kommissionen som förhandlade fram ett vapenstillestånd i konflikten. 
Från början av 1960-talet hade Ren en rad viktiga militära poster i Tibet och 1964 blev han ställföreträdande politisk kommissarie i regionen. Under kulturrevolutionen blev han indragen i hårda fraktionsstrider i Tibet och han blev en av "Nyamdrel"-fraktionens främste företrädare, vilket gav honom tillfälle att bygga upp en stark maktställning regionen. Efter rivalen Zeng Yongyas avsättning blev Ren utnämnd till ordförande i den autonoma regionen Tibet 1970 och året därpå även till partisekreterare för den autonoma regionen Tibet, vilket gjorde honom till den verklige makthavaren i Tibet. Efter Mao Zedongs död och arresteringen av de Fyras gäng 1976 lyckades Ren behålla sin ställning i Tibet. Inte förrän 1980 blev han ersatt av den mer reformvänlige Yin Fatang.